# Manned Orbiting Laboratory

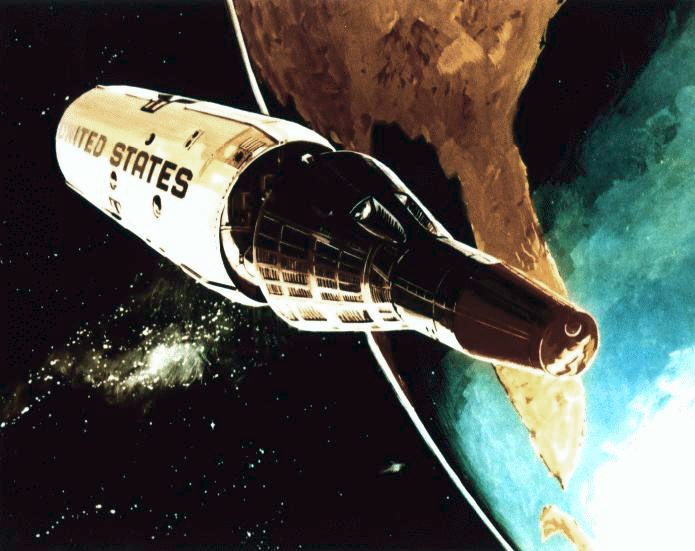
Künstlerische Darstellung des MOL im Orbit

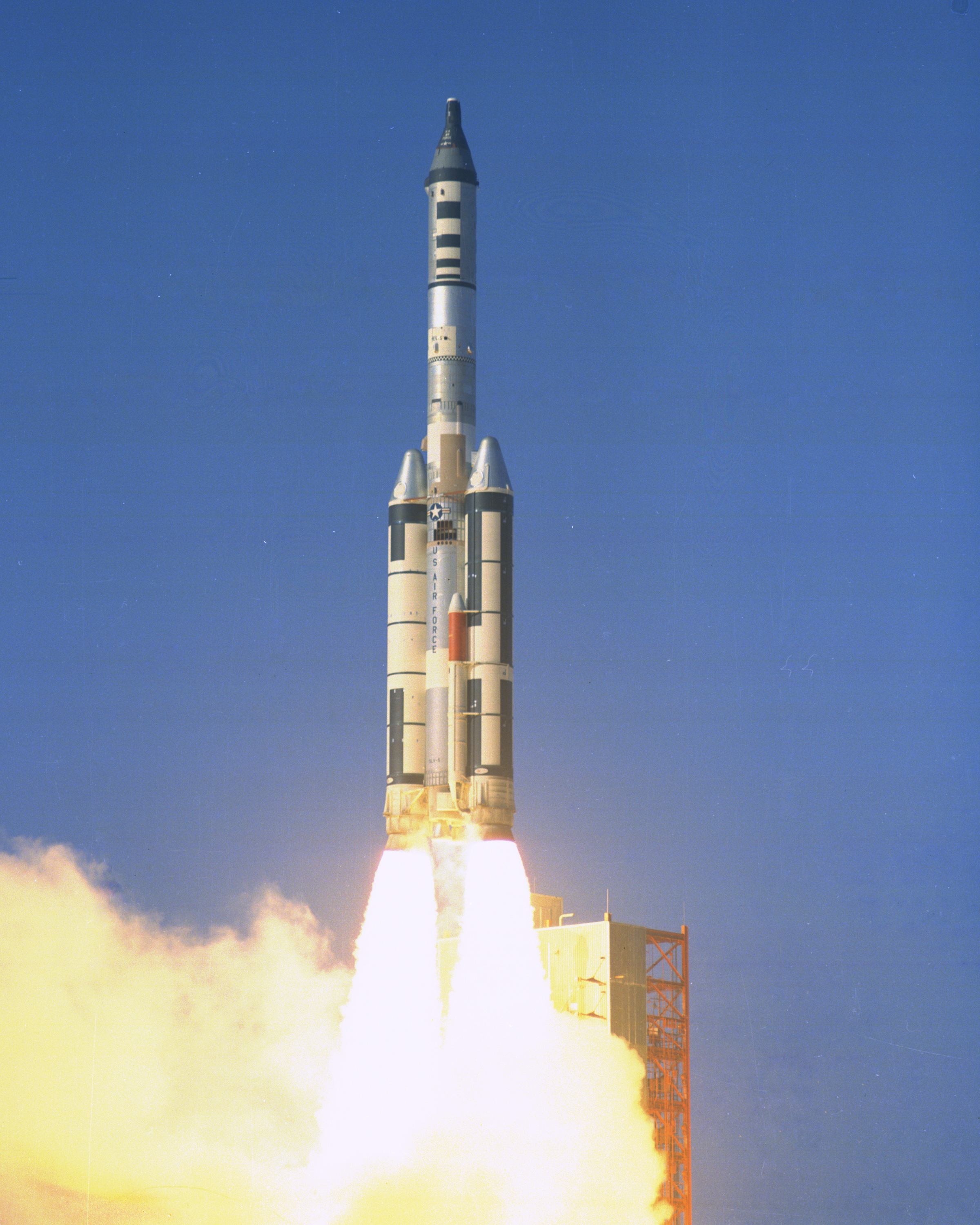
Start des MOL-Mockups mit dem Gemini-B-Raumschiff am 3. November 1966

Das bemannte Raumlabor Manned Orbiting Laboratory (MOL) der USA sollte als Spionage-Plattform zur Überwachung des sowjetischen Territoriums dienen. Es war Teil des bemannten Raumfahrtprogramms der US Air Force und wurde am 10. Dezember 1963 als Nachfolger des eingestellten X-20 Dyna-Soar-Programms angekündigt. Das Programm wurde jedoch am 10. Juni 1969 eingestellt, ohne dass tatsächlich Raumflüge stattgefunden haben. Die Missionen sollten mit einer Titan-IIIM-Rakete gestartet werden, deren Entwicklung allerdings nie vollendet wurde.
Die zweiköpfige Besatzung des MOL sollte zusammen mit dem jeweiligen Raumlabor in einem modifizierten Gemini-Raumschiff, das als Gemini-B bezeichnet wurde, gestartet werden und bis zu 40 Tage im All verbringen. Das Raumschiff war fest mit dem Labormodul verbunden und wäre erst am Ende der Mission abgetrennt worden, um sowohl die Astronauten als auch das Filmmaterial zur Erde zu bringen. Ein Ankoppeln anderer Raumschiffe, wie es bei Raumstationen möglich ist, war hier nicht vorgesehen. Nach einer Rückkehr der Besatzung hätte MOL nicht wieder bemannt werden können.
Die Spionageausrüstung des MOL-Projekts wurde innerhalb des Keyhole-Aufklärungssatellitenprogramms als KH-10 Dorian bezeichnet. Nach der Einstellung des MOL-Programms wurden die Aufklärungsaufgaben von den parallel entwickelten unbemannten KH-9-Hexagon-Satelliten wahrgenommen.

## Testflug
Der einzige tatsächliche Raumflug im Rahmen des MOL-Programms war die sogenannte MOL-HSQ-Mission (Manned Orbiting Laboratory-Heat Shield Qualification). Dies war ein Testflug eines MOL-Mockups zum Überprüfen der aerodynamischen Startkonfiguration sowie des modifizierten Hitzeschutzschilds des Gemini-B-Raumschiffs und erfolgte am 3. November 1966 mit einer Titan-IIIC-Rakete von Launch Complex 40 auf Cape Canaveral. Die Landekapsel des Gemini-B-Raumschiffs war die schon einmal geflogene Gemini-2-Landekapsel und wurde auf eine suborbitale Flugbahn gebracht, während die MOL-Attrappe einen Orbit erreichte. Anstelle des eigentlichen MOL wurde ein leerer Titan-II-Treibstofftank verwendet, der einige Technologieexperimente enthielt und im Orbit den Namen „OV4-3“ erhielt. Im Rahmen dieser Mission wurden auch die drei kleinen Forschungssatelliten OV1-6, OV4-1R und OV4-1T ausgesetzt.

## Spezifikationen

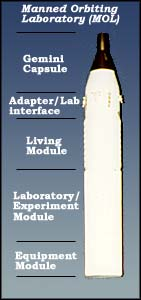
Struktur der MOL-Raumstation

| Besatzung              | 2 Astronauten                     |
| Maximale Missionsdauer | 40 Tage                           |
| Orbit                  | sonnensynchron oder polar         |
| Länge                  | 21,92 m                           |
| Durchmesser            | 3,05 m                            |
| Kabinenvolumen         | 11,3 m³                           |
| Masse                  | 14.476 kg                         |
| Nutzlast               | 2.700 kg                          |
| Energieversorgung      | Brennstoffzellen oder Solarzellen |

## Astronauten

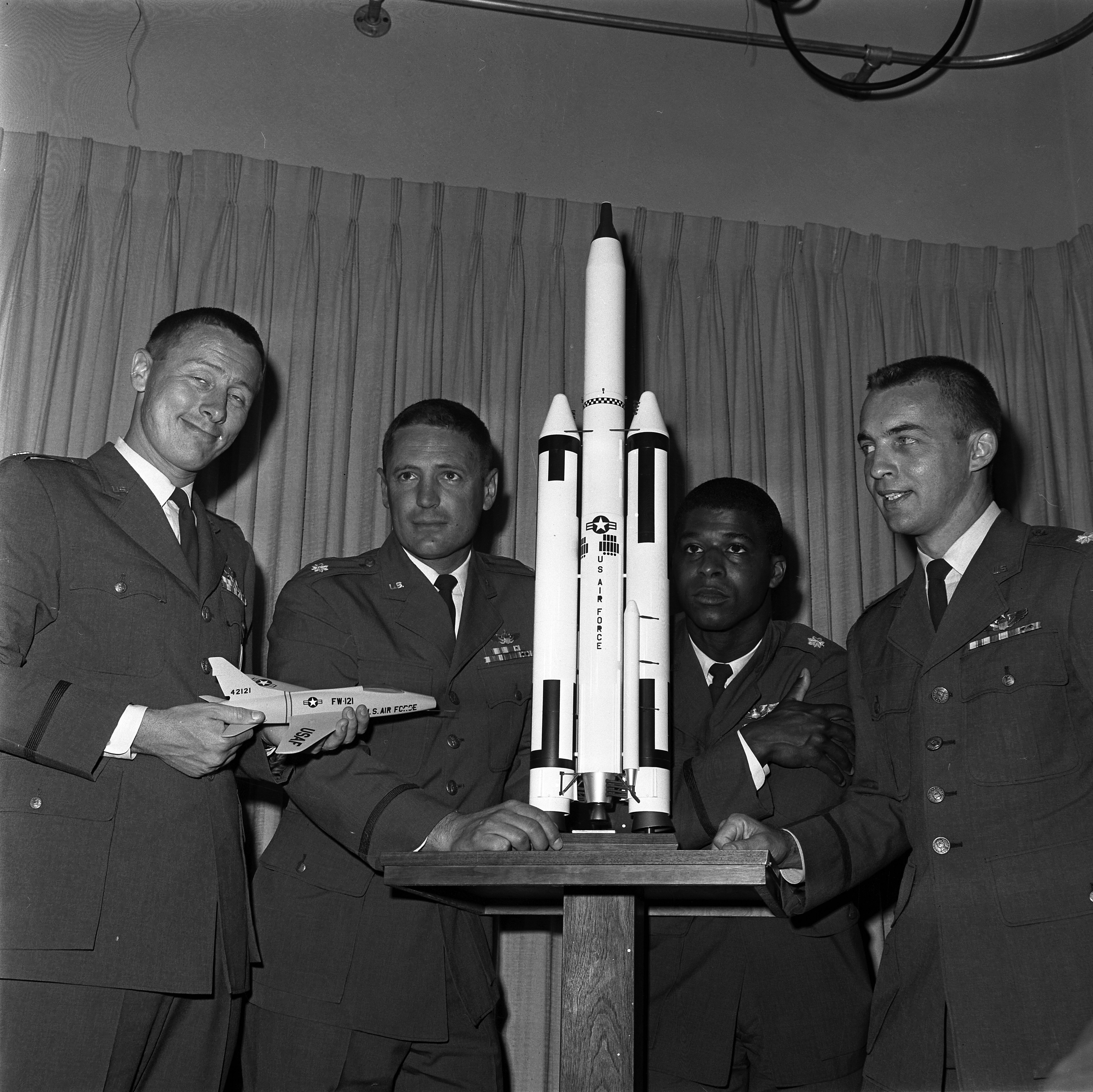
MOL-Gruppe 3 (v. l. n. r.): James A. Abrahamson, Robert T. Herres, Robert Henry Lawrence Jr. und Donald H. Peterson (1967)

Für das MOL-Projekt wurden 1965 acht, 1966 fünf und 1967 vier Astronauten ausgewählt.
| MOL-Gruppe 1 – November 1965 | MOL-Gruppe 2 – Juni 1966 | MOL-Gruppe 3 – Juni 1967 |
| --- | --- | --- |
| - Michael J. Adams (Air Force) - Albert H. Crews Jr. (Air Force) - John L. Finley (Navy) - Richard E. Lawyer (Air Force) - Lachlan Macleay (Air Force) - Francis G. Neubeck (Air Force) - James M. Taylor (Air Force) - Richard H. Truly (Navy) | - Karol J. Bobko (Air Force) - Robert L. Crippen (Navy) - C. Gordon Fullerton (Air Force) - Henry W. Hartsfield, Jr. (Air Force) - Robert F. Overmyer (Marine Corps) | - James A. Abrahamson (Air Force) - Robert T. Herres (Air Force) - Robert Henry Lawrence Jr. (Air Force) - Donald H. Peterson (Air Force) |

Nach Einstellung des Projekts übernahm die NASA die sieben Astronauten des Projekts, die höchstens 35 Jahre alt waren (Truly aus Gruppe 1, die gesamte Gruppe 2 und Peterson aus Gruppe 3) – unter anderem Robert Crippen (Pilot des ersten Space-Shuttle-Fluges STS-1) und Richard Truly (Direktor der NASA von 1989 bis 1992). Diese sieben Astronauten flogen alle schließlich im Rahmen des Space-Shuttle-Programms ins All; sie stellten (mit Ausnahme von Peterson) die Piloten der ersten sechs Space-Shuttle-Flüge und kommandierten insgesamt zehn spätere Missionen.

## Raumanzug

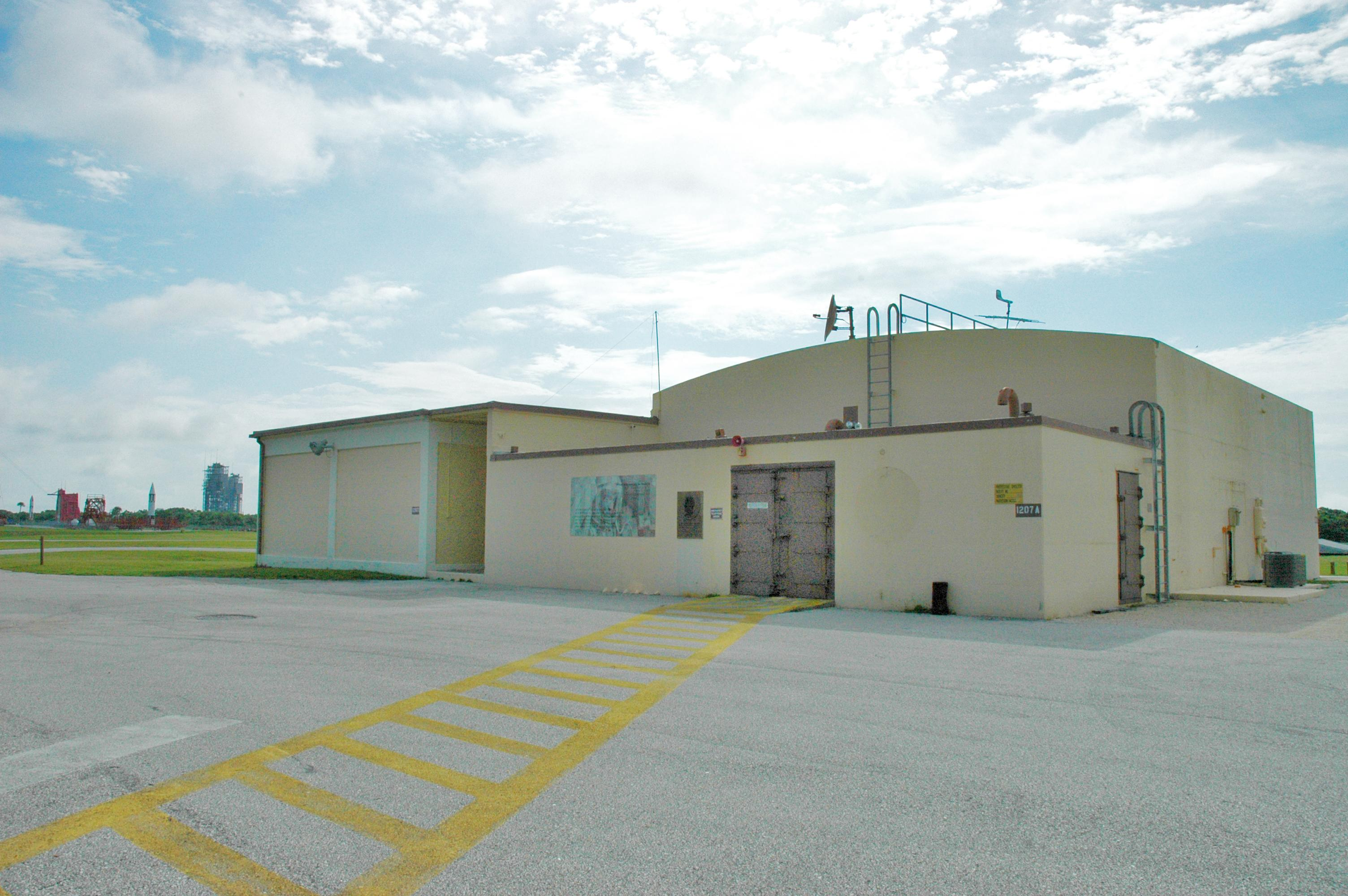
Lagerhaus am LC-5/LC-6

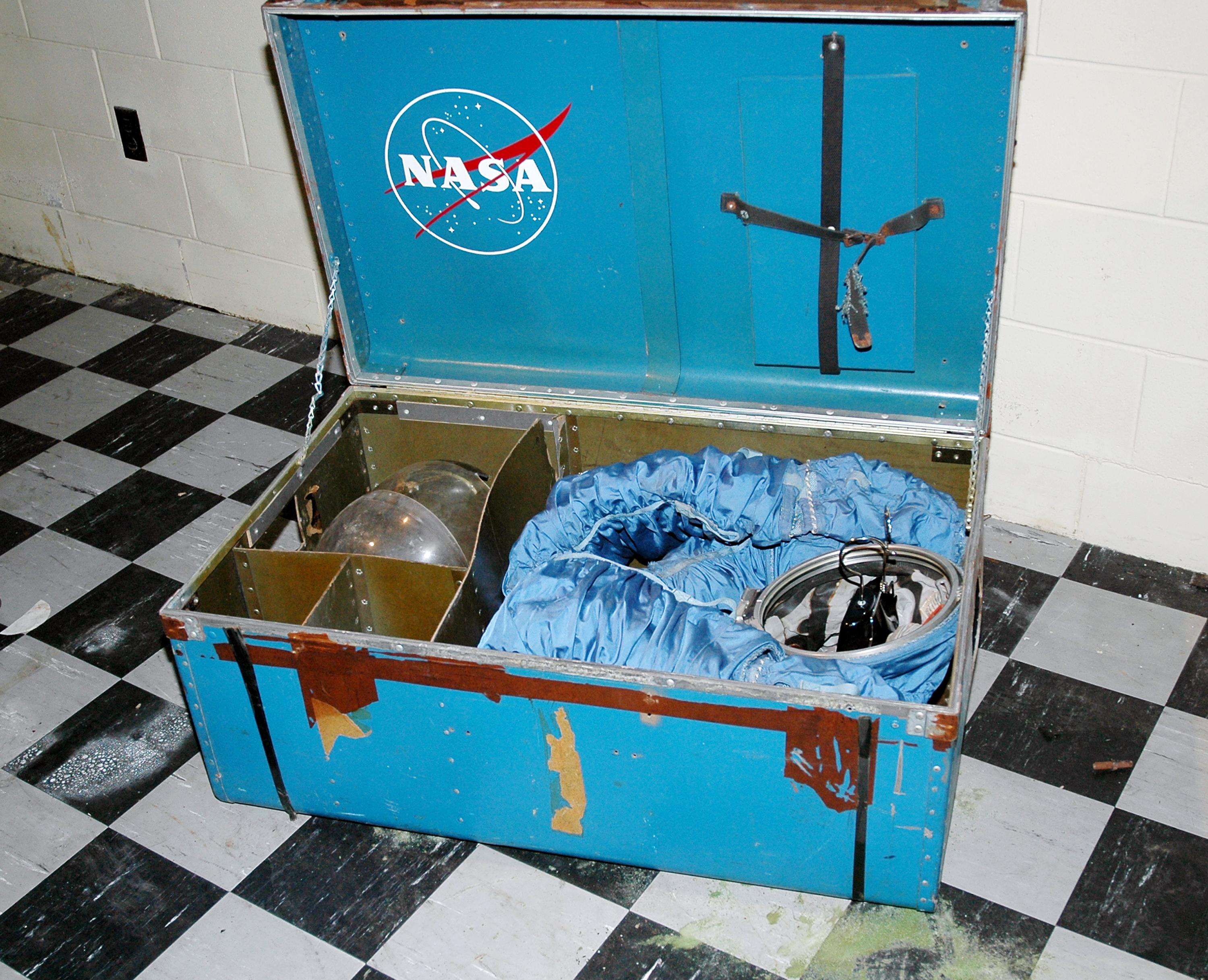
Der MOL-Raumanzug

Über den Raumanzug des MOL-Projektes ist relativ wenig bekannt, jedoch haben NASA-Mitarbeiter 2005 einige eingelagerte Exemplare in einem Lagerhaus am LC-5/LC-6 der Cape Canaveral Air Force Station (CCAFS) in Florida wiederentdeckt.

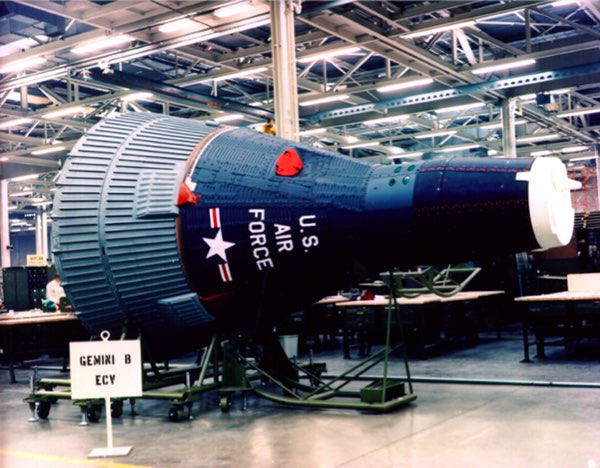
Gemini-B-Raumschiff
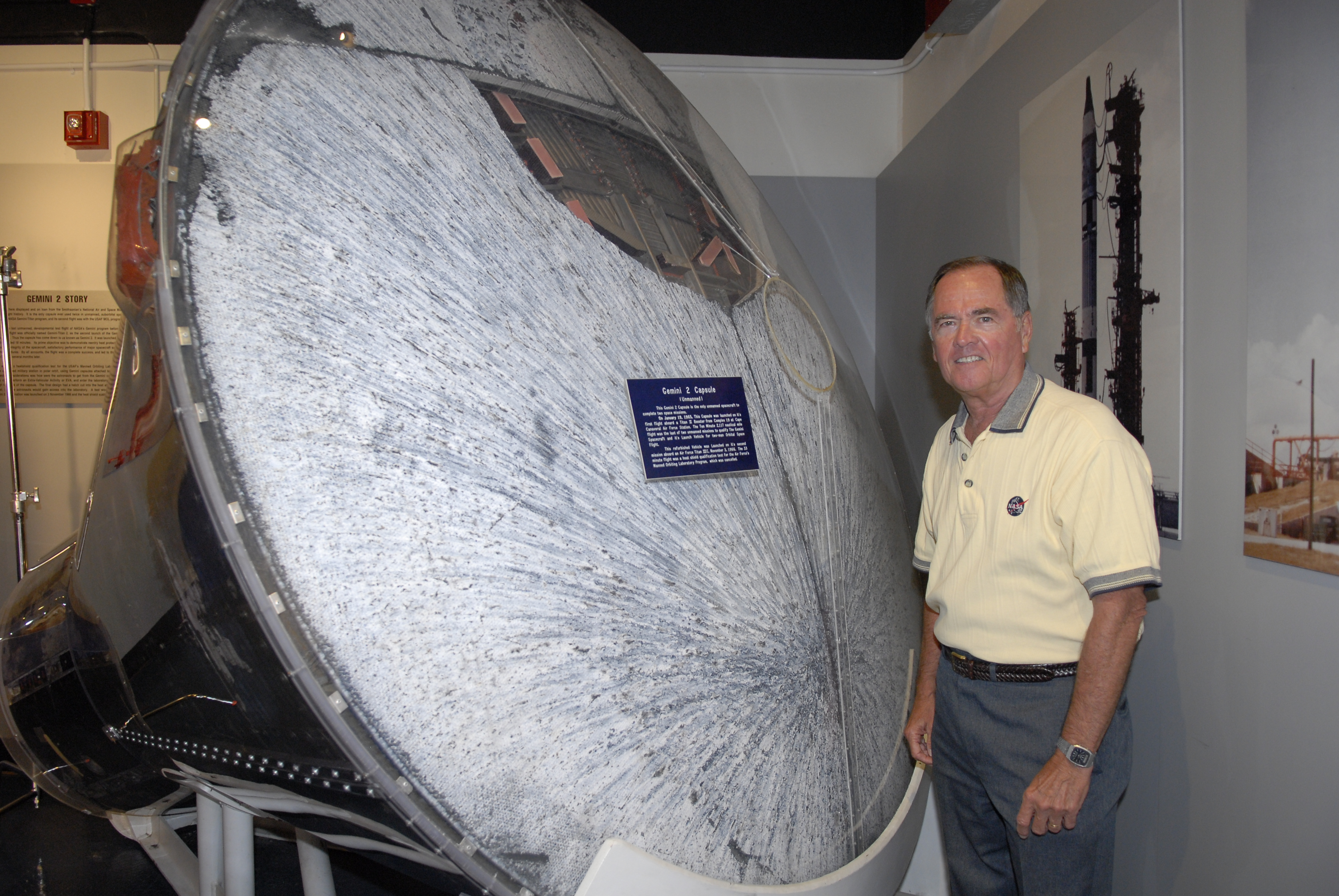
Hitzeschild der Gemini-B-Kapsel
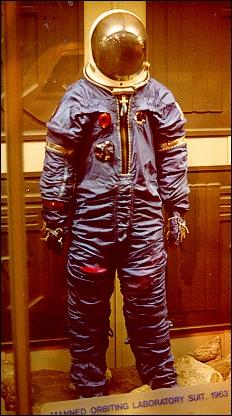
Für das MOL-Programm vorgesehener Raumanzug
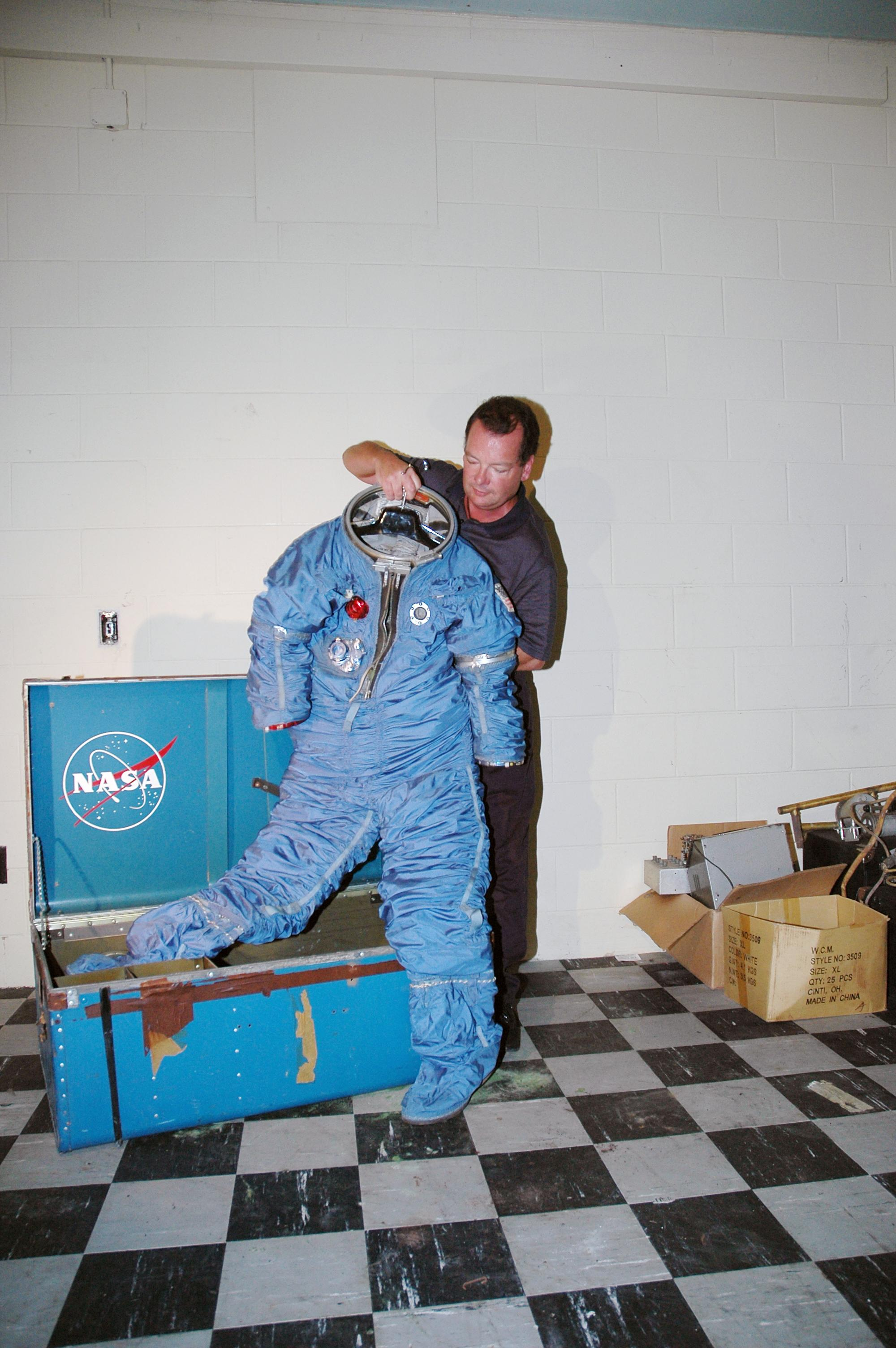
Der wiederentdeckte Raumanzug